# Juan Antonio Ortega
Juan Antonio Ortega Lara (Lopera, 22 dicembre 1922 – ...) è stato un calciatore spagnolo di ruolo centrocampista.

## Palmarès

### Club

#### Competizioni nazionali
- Segunda División spagnola: 1

Real Valladolid: 1947-1948